# Вила-Нова-де-Сан-Педру
Вила-Нова-де-Сан-Педру (порт. Vila Nova de São Pedro) — населённый пункт и район в Португалии, входит в округ Лиссабон. Является составной частью муниципалитета Азамбужа. По старому административному делению входил в провинцию Рибатежу. Входит в экономико-статистический субрегион Лезирия-ду-Тежу, который входит в Алентежу. Население составляет 725 человек на 2001 год. Занимает площадь 14,38 км².
Покровителем района считается Апостол Пётр (порт. São Pedro).

## История
Район основан в 1924 году